# W-функція Ламберта
W-функція Ламберта визначається як обернена функція до {\displaystyle f(w)=we^{w}}, для комплексних {\displaystyle w}. Позначається {\displaystyle W(x)} чи {\displaystyle \operatorname {LambertW} (x)}. Для довільного комплексного {\displaystyle z} справедливо:
{\displaystyle z=W(z)e^{W(z)}}
{\displaystyle W}-функція Ламберта не може бути виражена в елементарних функціях. Застосовується в комбінаториці, наприклад, при підрахунку кількості дерев, та при розв'язку рівнянь.

## Історія
Функція вивчалась ще в роботі Леонарда Ейлера 1779 року, але не мала власної назви до 1980-х років. Як самостійна функція була введена в системі комп'ютерної алгебри Maple під іменем LambertW. Ім'я Йоганна Ламберта було вибране, оскільки Ейлер посилався в своїй роботі на праці Ламберта.

## Многозначність

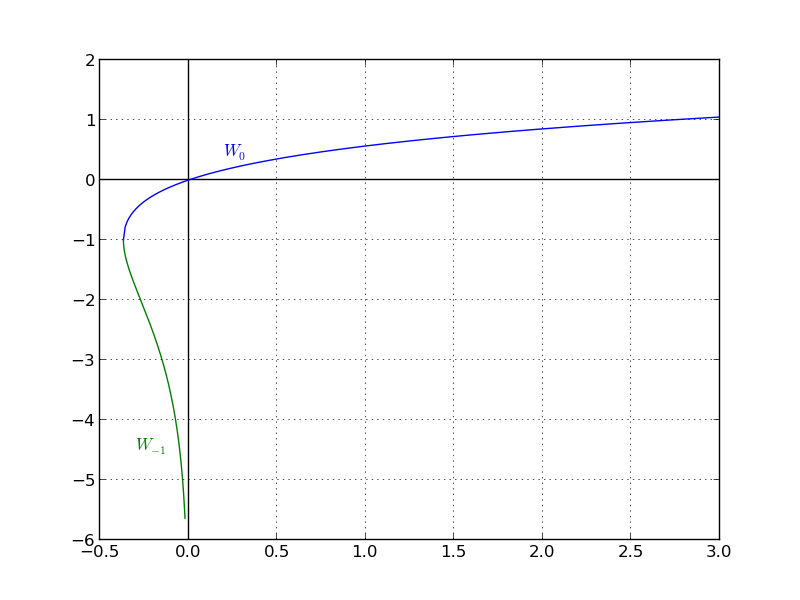
Дві головні гілки функції та

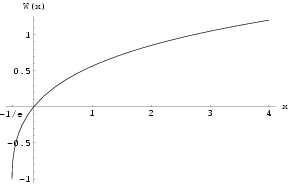
Графік W_{0}(x) для −1/e ≤ x ≤ 4

Оскільки функція {\displaystyle f(w)} не є ін'єктивною на інтервалі {\displaystyle (-\infty ,0)}, {\displaystyle W(z)} є многозначною функцією на {\displaystyle [-{\frac {1}{e}},0)}. Якщо обмежитись дійсними {\displaystyle z=x\geqslant -1/e} і вимагати {\displaystyle w\geqslant -1}, буде визначена однозначна функція {\displaystyle W_{0}(x)}.

## Властивості
Всі гілки W задовільняють диференціальні рівняння
{\displaystyle z(1+W){\frac {{\rm {d}}W}{{\rm {d}}z}}=W,\quad z\neq -1/e.}
{\displaystyle {\frac {{\rm {d}}W}{{\rm {d}}z}}={\frac {W(z)}{z(1+W(z))}},\quad z\not \in \{0,-1/e\}.}
{\displaystyle {\frac {{\rm {d}}W}{{\rm {d}}z}}={\frac {1}{z+e^{W(z)}}}.}
Ці рівняння можуть бути проінтегровані із застосуванням підстановки x = w ew:
{\displaystyle {\begin{aligned}\int W(x)\,{\rm {d}}x&=xW(x)-x+e^{W(x)}+C\\&=x\left(W(x)-1+{\frac {1}{W(x)}}\right)+C.\\\end{aligned}}}
Використовуючи {\displaystyle W(e)=1}, отримаємо:
{\displaystyle \int _{0}^{e}W(x)\,{\rm {d}}x=e-1.}

## Асимптоти
Ряд Тейлора для {\displaystyle W_{0}} відносно 0 можна знайти застосувавши теорему Лагранжа про обернення ряду як:
{\displaystyle W_{0}(x)=\sum _{n=1}^{\infty }{\frac {(-n)^{n-1}}{n!}}x^{n}=x-x^{2}+{\frac {3}{2}}x^{3}-{\frac {8}{3}}x^{4}+{\frac {125}{24}}x^{5}-\cdots }
Застосувавши ознаку д'Аламбера знаходимо радіус збіжності 1/e. Функція визначена рядом може бути аналітично розширена до голоморфної функції з точками розгалуження (−∞, −1/e].
Для великих значень x, W0 асимптотична до
{\displaystyle {W_{0}(x)=L_{1}-L_{2}+{\frac {L_{2}}{L_{1}}}+{\frac {L_{2}(-2+L_{2})}{2L_{1}^{2}}}+{\frac {L_{2}(6-9L_{2}+2L_{2}^{2})}{6L_{1}^{3}}}+{\frac {L_{2}(-12+36L_{2}-22L_{2}^{2}+3L_{2}^{3})}{12L_{1}^{4}}}+\cdots }}
{\displaystyle W_{0}(x)=L_{1}-L_{2}+\sum _{\ell =0}^{\infty }\sum _{m=1}^{\infty }{\frac {(-1)^{\ell }\left[{\begin{matrix}\ell +m\\\ell +1\end{matrix}}\right]}{m!}}L_{1}^{-\ell -m}L_{2}^{m}}
де {\displaystyle L_{1}=\ln(x)} , {\displaystyle L_{2}=\ln {\bigl (}\ln(x){\bigr )}} та{\displaystyle \left[{\begin{matrix}\ell +m\\\ell +1\end{matrix}}\right]} не від'ємні числа Стірлінга першого роду.
Залишивши тільки 2 перші доданки, отримаємо:
{\displaystyle W_{0}(x)=\ln(x)-\ln {\bigl (}\ln(x){\bigr )}+o(1).}
Інша дійсна гілка, {\displaystyle W_{-1}}, визначена на інтервалі [−1/e, 0), для {\displaystyle x\geq e} визначені наступні обмеження:
{\displaystyle \ln(x)-\ln {\bigl (}\ln(x){\bigr )}+{\frac {\ln {\bigl (}\ln(x){\bigr )}}{2\ln(x)}}\leq W_{0}(x)\leq \ln(x)-\ln {\bigl (}\ln(x){\bigr )}+{\frac {e}{e-1}}{\frac {\ln {\bigl (}\ln(x){\bigr )}}{\ln(x)}}}.

## Застосування
...

## Узагальнення
...